# Rio PMP300
Pour les articles homonymes, voir Rio.

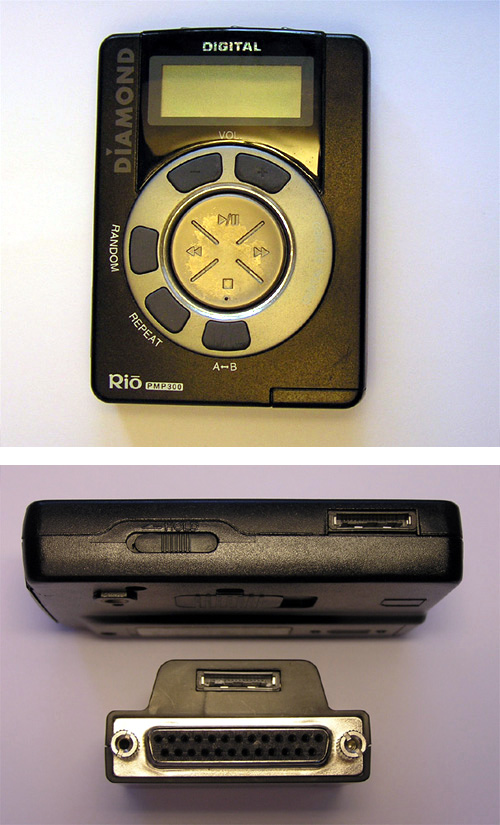
Le Rio PMP300

Le Rio PMP300 est un des premiers baladeurs MP3, et c'est le premier ayant eu un succès commercial. Produit par Diamond Multimedia, il a été introduit le 15 septembre 1998.

## Description
Le Rio PMP300 dispose d'un écran LCD et d'une mémoire de 32 Mo. Il peut jouer des morceaux au format MP2 et MP3, et supporte le format VBR. Considéré comme innovant au moment de sa sortie, ses dimensions sont de 9 × 6 × 1,6 cm, soit légèrement moins que son concurrent le MPMan F10 sorti peu de temps auparavant. Son poids est de 70 grammes. Un connecteur permet l'ajout de 32 Mo sous forme d'une carte flash.

## Controverses
En octobre 1998, le Recording Industry Association of America a déposé une requête pour empêcher la commercialisation du Rio, soutenant qu'il ne respectait pas une loi de 1992,.